# Diomedes Cato
Diomedes Cato   (Treviso, c. 1555 - Gdańsk, 1628) va ser un compositor italià i, intèrpret del llaüt, que va viure i va treballar en tota la seva vida a Polònia i Lituània. És conegut principalment per la seva música instrumental. Va barrejar l'estil del Renaixement tardà amb el barroc emergent d'aquella època, i també els idiomes italians amb material popular polonès; i a més va ser un dels primers compositors italians originaris a visitar Suècia.
Va néixer prop de Treviso entre 1560 i 1565, possiblement a Serravale, on el seu pare està documentat com a mestre. Cap a 1565, la seva família, que era protestant, va fugir d'Itàlia per escapar de la Inquisició i es va establir a Polònia. Cato, que havia marxat d'Itàlia abans dels cinc anys, va rebre tota la seva formació musical a Cracòvia, on es va establir la família. El primer registre de la seva feina data del 1588, quan va ser contractat com a llaütista per la cort del rei Segimon III Vasa, càrrec que va mantenir fins al 1593. El 1591 va escriure música per a les noces de Jan Kostka al castell de Świecie; la família Kostka pot haver estat mecenes seus, ja que Stanisław Kostka el 1602 li va deixar un llegat considerable.
El 1593 i el 1594 va anar amb el rei Segimon a Suècia, on la seva fama de llaütista i compositor era evidentment nombrosa; fins al 1600, era encara el compositor més famós d'origen italià conegut a Suècia. Una part de la seva música, incloses algunes danses poloneses, només sobreviu de fonts sueques. El darrer registre provisional de la seva vida és del 1619, quan hi ha una sola referència no confirmada a ell tocant el llaüt durant aquell any.
Música 
Cato va escriure música tant vocal com instrumental, i sagrada i laica: no obstant això va ser molt famós per les seves obres per a llaüt. Els treballs del llaüt inclouen desenes de peces en moltes formes i estils, incloent-hi choreae polonicae, fantasies, gallardes, transcripcions de madrigals italians, passamezzos i preludis, que probablement va interpretar ell mateix. Estilísticament, cobreixen tota la gamma de possibilitats del llaüt. Els preludis són majoritàriament cordials; les fantasies són imitatius ricercars; i hi ha un conjunt de vuit danses poloneses, probablement derivades de la música popular real. Alguns aspectes del barroc primerenc l'estil és clar en la música de Cato, incloent l'ús de motius curts que recorren per unificar seccions més llargues i l'enllaç de seccions episòdiques entre enunciats temàtics; d'altra banda, part de la seva música de llaüt inclou línies de caràcter vocal amb estricta imitació, més a l'estil dels polifonistes de mitjan meitat i finals del segle xvi.
Una altra música instrumental de Cato inclou peces per a consorts de viola d'arc, així com teclat solista.
Entre les seves obres vocals s'inclouen escenes de cançons sagrades poloneses en una col·lecció titulada Rytmy łacińskie dziwnie sztuczne... per a quatre veus i llaüt, així com Pieśń o świętym Stanisławie, per a quatre veus no acompanyades. També va escriure un madrigal italià, Tirsi morir volea, per a cinc veus, tot i que només existeix en un arranjament per a veu solista i acompanyament instrumental: una transcripció que podria representar una conformitat conscient de la nova concepció barroca del solo madrigal.